# Seguridad de hidrógeno
La seguridad de hidrógeno cubre la producción, manejo y uso seguro del hidrógeno. El hidrógeno presenta desafíos únicos debido a la facilidad con que se producen fugas, ignición a baja-energía, amplia variedad de mezclas aire-combustible, flotabilidad y su habilidad para debilitar metales lo que se debe considerar para asegurar operaciones seguras. El hidrógeno líquido posee desafíos adicionales debido al aumento de su densidad y extremadamente bajas temperaturas que se necesitan para mantenerlo en estado líquido.
El hidrógeno es usado como una materia prima en procesos industriales incluyendo la producción de amonio y metanol, y la refrigeración de generadores eléctricos en centrales de generación de energía eléctrica.  También es usado como agente de saturación para formación de mantecas en aceites insaturados, esto conduce a la fabricación de margarinas y aceites en forma industrial.

## Resumen
Aunque el hidrógeno tiene muchas propiedades útiles, algunas tienen serias implicancias de seguridad:
- No tiene color, sabor u olor
- Es extremadamente reactivo con el oxígeno y otros oxidantes
- Baja energía de ignición (un orden de magnitud inferior a la mayoría de los otros gases)
- Alta temperatura de la flama (de los gases comunes, solo el acetileno y el propano se queman más caliente)
- Flama invisible en condiciones de luz diurna (debido a la baja emisividad de la flama)
- Coeficiente Joule-Thomson negativo; el gas fugado se caliente a sí mismo y puede encenderse solo
- El pequeño tamaño molecular promueve las fugas y la difusión
- Muy amplio rango entre los límites inferior y superior de inflamabilidad en las mezclas con aire
- Muy alta velocidad de flama
- Se puede difundir en y reaccionar con ciertos metales, el hidrógeno los vuelve frágiles
- El líquido criogénico a 20 kelvin es incluso más frío que el nitrógeno, oxígeno o argón congelados
- No apoya la vida (puede asfixiar)

Por otro parte, en el contexto de la seguridad, el hidrógeno es considerablemente flotable y la carencia de toxicidad, aparte de la de asfixiar, trabaja en su favor.

## Reglamentos y estándares para el hidrógeno
Los reglamentos y estándares para el hidrógeno son reglamentos y estándares aplicables a los vehículos de celda de combustible, aplicaciones de celdas de combustible estacionarias y estáticas del hidrógeno.
Adicional a los reglamentos y estándares para los productos de las tecnologías de hidrógeno, existen reglamentos y estándares para la seguridad del hidrógeno, es decir para el manejo seguro del hidrógeno y del almacenamiento de este. La Asociación Nacional para la Protección contra el Fuego también ha publicado estándares para la instalación de sistemas de celdas de combustible estacionarias.

### Directrices
El actual estándar de la ANSI/AIAA para las directrices de seguridad de hidrógeno es el AIAA G-095-2004, Guía para la Seguridad de Hidrógeno y Sistemas de Hidrógeno. Como la NASA es uno de los más grandes usuarios de hidrógeno del mundo, estas evolucionaron a partir de las directrices iniciales de la NASA, la NSS 1740.16 (8719.16). Estos documentos cubren tanto los riesgos provocados por el hidrógeno en sus diferentes formas como las formas de disminuirlos.

### Ignición
- "Las mezclas hidrógeno-aire pueden encenderse con una entrada de energía muy baja, se requiere 1/10 partes para encender una mezcla de gasolina-aire. Por ejemplo, un chispazo invisible o producido por la estática de una persona puede causar la ignición".
- "Aunque la temperatura de autoignición del hidrógeno es más alta que la mayoría de los hidrocarburos, la energía de ignición más baja hace que la ignición de las mezclas de hidrógeno con aire sean más probables. La energía mínima para provocar la ignición a presión atmosférica es de aproximadamente 0,02 milijoules".

### Mezclas
- "Los límites de inflamabilidad basados en el volumen porcentual del hidrógeno en el aire a 14,7 psia (1 atm, 101 kPa) son 4,0 y 75,0. Los límites de inflamabilidad basados en el volumen porcentual de hidrógeno en oxígeno a 14,7 psia (1 atm, 101 kPa) son 4,0 y 94,0".
- "Los límites de detonabilidad del hidrógeno en aire son de 18,3 a 59 por ciento por volumen"[4]
- "Las llamas en y alrededor de un conjunto de tuberías o estructuras puede crear turbulencia que causa que una deflagración evolucione en una detonación, incluso en la ausencia de confinamiento bruto".

(En comparación: el límite de deflagración de la gasolina en aire es de 1,4–7,6%; del acetileno en aire, 2,5% a 82%)

### Fugas
- Fugas, difusión y flotabilidad: estos peligros resultan de la dificultad de contener al hidrógeno. El hidrógeno se difunde extensivamente y cuando ocurre un derrame líquido o una gran liberación de gas, se forma una mezcla inflamable que se dispersa a una considerable distancia del lugar del derrame.
- El hidrógeno, tanto en estado líquido como gaseoso, es particularmente proclive a las fugas debido a su baja viscosidad y bajo peso molecular (la propiedad de fugas es inversamente proporcional a la viscosidad). Debido a solo a su baja viscosidad, la tasa de fuga del hidrógeno líquido es aproximadamente 100 veces la del combustible JP-4, 50 veces la del agua y 10 veces la del nitrógeno líquido.
- Las fugas de hidrógeno pueden provocar combustión a tasas de flujo muy bajas, tan bajas como 4 microgramos/segundo[6]

### Hidrógeno líquido
- "El aire atmosférico condensando y solidificado, o trazas de aire acumulado en la fabricación, contaminan al hidrógeno líquido, formando una mezcla inestable. Esta mezcla puede detonar con efectos similares a aquellos producidos por el trinitrotolueno (TNT) y otros materiales altamente explosivos"

El hidrógeno líquido requiere una compleja tecnología de almacenamiento tales como contenedores especiales termalmente aislados y requiere de un manejo especial común a todas las substancias criogénicas. Esto es similar a, pero más severo que con el oxígeno líquido. Incluso en los contenedores termalmente aislados es difícil mantener tan baja temperatura,  el hidrógeno gradualmente se escapará. Esto sucede normalmente a una tasa de evaporación de un 1% por día.

## Prevención
El hidrógeno se acumula bajo los techos y voladizos, donde se transforma en un peligro de explosión; cualquier edificación que contenga una fuente potencial de hidrógeno debería tener buena ventilación, fuertes sistemas de supresión de ignición para todos los dispositivos eléctricos y preferiblemente estar diseñada para tener un techo que puede ser volado en forma segura del resto de la estructura en caso de una explosión. El hidrógeno también puede entrar a las tuberías y puede seguirlas hasta los destinos de estas. Las tuberías con hidrógeno deberían estar localizadas por sobre otras tuberías para prevenir que esto ocurra. Sensores de hidrógeno permiten una rápida detección de fugas de hidrógeno para asegurar que el hidrógeno sea ventilado y la fuente puede ser ubicada. Al igual que en el caso del gas natural, se puede agregar un odorante a las fuentes de hidrógeno para permitir la detección de fugas por el olor. Mientras que las llamas del hidrógeno son difíciles de visualizar con el ojo desnudo, ellas son fácilmente visibles con detectores de llama UV/IR.

## Incidentes
El hidrógeno ha sido presentado en la prensa popular como relativamente más peligroso combustible, y de hecho el hidrógeno tiene un rango de mezclas explosivas e ignición más amplia que cualquiera de los otros gases excepto por el acetileno. Sin embargo esto es mitigado por el hecho de que el hidrógeno se eleva y dispersa rápidamente antes de la ignición, y a menos que el escape ocurra en un lugar cerrado, no ventilado, es poco probable que esto sea serio.
Demostraciones han probado que un incendio de combustible en un vehículo impulsado por hidrógeno puede quemarse por completo con poco daño para el vehículo, en un fuerte contraste al resultado esperado en un vehículo impulsado por gasolina.
En un evento más reciente, una explosión de hidrógeno comprimido durante la entrega en la Central Eléctrica a Carbón de Muskingum River (de propiedad y operada por AEP) causó daños significativos y mató a una persona. Para más información acerca de incidentes que involucraron al hidrógeno se puede visitar la página de Hydrogen Incident Reporting and Lessons Learned (en castellano: Informes de Incidentes con Hidrógeno y Lecciones Aprendidas) del Departamento de Energía de los Estados Unidos.
Durante la emergencia nuclear de Fukushima, cuatro edificios de los reactores fueron dañados por explosiones de hidrógeno. Varillas de combustible revestidas de zircaloy expuestas se calentaron en forma extrema y reaccionaron con el vapor, liberando hidrógeno. Los dispositivos de seguridad que normalmente queman el hidrógeno generado fallaron debido a la pérdida de energía eléctrica. Para prevenir explosiones posteriores, se abrieron agujero de ventilación en la parte superior de los edificios de reactores restantes.